# Mount Karisimbi
Mount Karisimbi is een slapende vulkaan in Rwanda, op de grens met Congo-Kinshasa. Met 4507 meter is het de hoogste bergtop van Rwanda. De naam komt waarschijnlijk van het woord isimbi dat in het Kinyarwanda "kleine witte schelp" betekent, een toespeling op de sneeuw die soms de top van de vulkaan bedekt.
Tussen Mount Karisimbi en Mount Visoke ligt het Karisoke Research Center, waar Dian Fossey woonde van 1967 tot haar dood in 1985 om berggorilla's te observeren en onderzoeken.